# Gen Digital
Gen Digital Inc. (ранее Symantec Corporation и NortonLifeLock) — компания по разработке программного обеспечения в области информационной безопасности и защиты информации. Штаб-квартиры компании расположены в Темпе, штат Аризона, США и Праге, Чехия.

## История

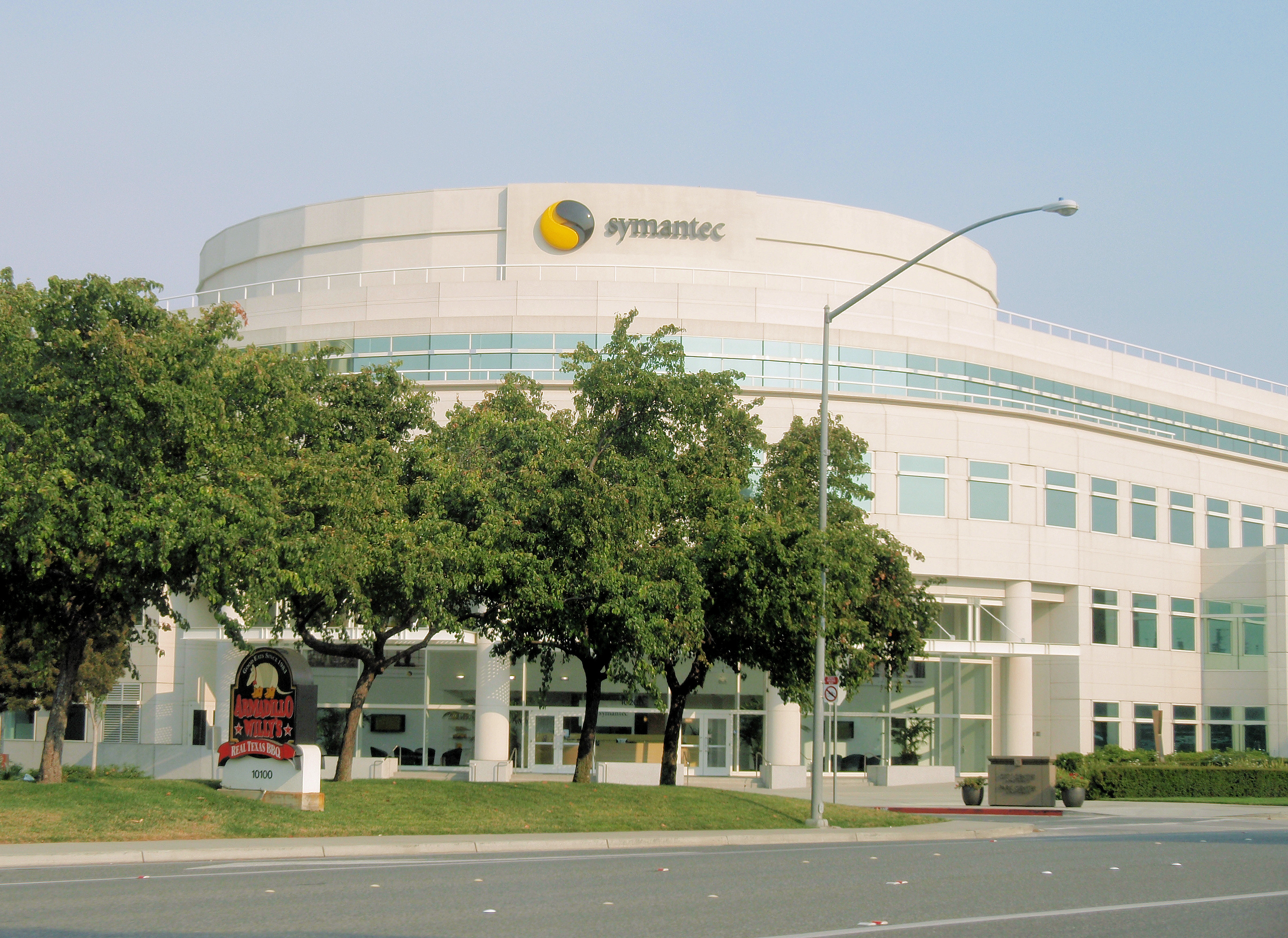
Штаб-квартира в Купертино

Корпорация Symantec была основана в 1982 году Гари Хендриксом за счёт средств, выделенных по гранту Национального научного фонда США. Изначально компания была сосредоточена на проектах, связанных с созданием искусственного интеллекта. В числе первых служащих Хендрикс нанял несколько исследователей естественного языка из Стэнфордского университета.
В 1984 году корпорацию Symantec купила компания по разработке программного обеспечения, C&E Software, основанная Денисом Колманом и Гордоном Юбенксом (последний возглавлял компанию).
В 1985 году компанией был выпущен первый продукт — Q&A (программа для управления базами данных, содержащая текстовый редактор). В августе 1990 года корпорация Symantec приобрела Peter Norton Computing, компанию по разработке различных приложений для DOS. Антивирусное программное обеспечение и утилиты для управления данными до сих пор распространяются с использованием имени «Norton».
Некоторое время компания была известна своими продуктами для разработчиков на платформах Macintosh и IBM PC, в частности, THINK Pascal, THINK C, Symantec C++ и Visual Café. Но компания покинула этот сегмент рынка, когда конкуренты, такие как Metrowerks, Microsoft и Borland, заняли значительную долю сегмента.
В конце 2004 года корпорация поглотила крупного производителя программного обеспечения для хранения информации для организаций Veritas. 6 апреля 2007 года приобретена компания Altiris, специализировавшаяся на программном обеспечении для управления ИТ-активами организаций.
По состоянию на 2011 год, являлась одним из мировых лидеров в области производства программного обеспечения для ПК и центров обработки данных (недоступная ссылка — история).
10 октября 2014 года Symantec объявила о планах по разделению на две части: в одну компанию (под наименованием Symantec) планировалась собрать бизнес, связанный с информационной безопасностью, а в другую — разработки в области управления информацией, притом предполагалось, что компания получит название Veritas Technologies и станет независимой публичной компанией; разделение планировалось завершить 1 января 2016 года. Однако 11 августа 2015 года Symantec продала подразделение Veritas группе The Carlyle Group, конечная сумма сделки составила 7,4 млрд $.

### Разделение и поглощение
В ноябре 2019 года за 10,7 млрд долл. компания Symantec продала корпорации Broadcom Inc. своё корпоративное подразделение Enterprise Security занимающееся разработкой программных продуктов для защиты корпоративных данных, сетей и систем, а также и сам бренд «Symantec».
У самой компании Symantec осталось лишь потребительское подразделение Consumer Cyber Safety, которое разрабатывает и продаёт потребительские продукты для защиты персональных данных, такие как: Norton AntiVirus, решения LifeLock и другие. И так как компания Symantec потеряла свой бренд, то она получила новое наименование «NortonLifeLock».
В декабре 2020 года компания NortonLifeLock купила компанию Avira за $360 миллионов.
В феврале 2021 года компания BullGuard присоединилась к Avira как часть NortonLifeLock.
В августе 2021 года компания NortonLifeLock объявила о покупке компании Avast за $8 миллиардов.
В сентябре 2022 года сделка по приобретению Avast была завершена и компания NortonLifeLock была переименована в Gen Digital.

## В странах СНГ
На рынок стран СНГ компания вышла в 1991 году, ещё до распада СССР. Первым директором её представительства был Владимир Ларин. В 2003 году его сменил Николас Мартин Росситер, руководивший представительством Veritas Software. С 1 июля 2011 года директором представительства работал Андрей Вышлов, по состоянию на 2018 год представительство возглавляет Олег Никитский.
В начале марта 2022 года компания присоединилась к бойкоту России и Беларуси и ушла с российского рынка. Avast также ушла с рынка Беларуси, а своим подписчикам с Украины предоставила бесплатное продление лицензий.

## Продукты
- Norton 360 (2019)
- Norton AntiVirus
- Norton Small Business
- Norton Family[англ.]
- Norton Mobile Security
- Norton Safe Web
- Norton Utilities
- Norton Remove and Reinstall tool
- Norton Online Backup
- Norton Computer Tune Up
- LifeLock
- ReputationDefender
- Avast Antivirus
- Avast Premium Security
- Avast Cleanup
- Avast Secure Browser
- Avast SecureLine VPN
- AVG AntiVirus
- AVG Internet Security
- AVG Secure VPN
- AVG PC TuneUp
- AVG Driver Updater
- Avira Free Security
- Avira Internet Security
- Avira Prime
- Avira Phantom VPN
- CCleaner
- Recuva
- Speccy
- Defraggler
- HMA (VPN)